# 1964年インスブルックオリンピック
1964年インスブルックオリンピック（1964ねんインスブルックオリンピック）は、1964年1月29日から2月9日まで、オーストリアチロル州のインスブルックで行われた冬季オリンピック。インスブルック1964（Innsbruck 1964）と呼称される。

## 大会開催までの経緯
開催地決定は1955年にミュンヘンで開催されたIOC総会で決定、立候補はインスブルックの他、カナダのカルガリー（初立候補）とフィンランドのラハティの3都市だった。
| 都市           | 国           |    |
| -------------- | ------------ | -- |
| インスブルック | オーストリア | 49 |
| カルガリー     | カナダ       | 9  |
| ラハティ       | フィンランド | 0  |

## インスブルックオリンピック競技会場
- アクサマー・リツーム（ドイツ語版） - アルペンスキー男子滑降を除く
- ベルクイーゼルシャンツェ - スキージャンプ（90m級）
- オリンピアワールド・インスブルック - ボブスレー、リュージュ、スピードスケート
- メッセハレ - アイスホッケー
- オリンピアハレ - フィギュアスケート、アイスホッケー
- パッチャーコーフェル - アルペンスキー (男子滑降)
- ゼーフェルト - バイアスロン、クロスカントリースキー、ノルディック複合、スキージャンプ（70m級）

## 参加国・地域
| - アルゼンチン - オーストラリア - オーストリア - ベルギー - ブルガリア - カナダ - チリ - チェコスロバキア - デンマーク - フィンランド - フランス - 東西統一ドイツ |  | - イギリス - ギリシャ - ハンガリー - アイスランド - インド - イラン - イタリア - 日本 - 韓国 - 北朝鮮 - レバノン - リヒテンシュタイン |  | - モンゴル - オランダ - ノルウェー - ポーランド - ルーマニア - スペイン - スウェーデン - スイス - トルコ - アメリカ合衆国 - ソビエト連邦 - ユーゴスラビア |

## 実施競技
| - アイスホッケー - アルペンスキー - クロスカントリースキー - スキージャンプ - スピードスケート |  | - ノルディック複合 - バイアスロン - フィギュアスケート - ボブスレー - リュージュ |

## 各国の獲得メダル
| 順 | 国・地域               | 金 | 銀 | 銅 | 計 |
| -- | ---------------------- | -- | -- | -- | -- |
| 1  | ソビエト連邦           | 11 | 8  | 6  | 25 |
| 2  | オーストリア（開催国） | 4  | 5  | 3  | 12 |
| 3  | ノルウェー             | 3  | 6  | 6  | 15 |
| 4  | フィンランド           | 3  | 4  | 3  | 10 |
| 5  | フランス               | 3  | 4  | 0  | 7  |
| 6  | 東西統一ドイツ         | 3  | 3  | 3  | 9  |
| 7  | スウェーデン           | 3  | 3  | 1  | 7  |
| 8  | アメリカ合衆国         | 1  | 2  | 3  | 6  |
| 9  | オランダ               | 1  | 1  | 0  | 2  |
| 10 | カナダ                 | 1  | 0  | 2  | 3  |

## 死亡事故
今大会では2例の死亡事故が発生している。なお、冬季オリンピックでの死亡事故は今大会が初である。
- リュージュのイギリス男子選手カジミエルシュ・カイ＝スクジペツキ（英語版）が開催2週間前の練習中にクラッシュし、死亡した。
- アルペンスキーのオーストラリア男子選手ロス・ミルン（英語版）が開幕前の練習で木に衝突し、死亡した。